# 가이스
가이스(독일어: Gais [ˈɡaɪs][*])는 스위스 아펜첼아우서로덴주의 마을이자, 시정촌이다.
1977년 가이스 마을은 건축 유산의 개발과 보존에 대한 공로로 바커상을 수상했다. 마을 광장, 1782년 개신교 교회, 1796년 이전 온천 호텔 노이어 오센, 1781년 크로네 여관은 국가 중요 유산으로 지정되었다.

## 역사
드 가이스(de Geis) 마을은 1272년 장크트갈렌 수도원에 헌금된 목록에서 처음 언급되었다. 수도원 아래 있는 동안 가이스는 자체 암만 (Ammann, 집행관)과 판사가 있는 반독립적인 마을이었다. 14세기까지 가이스는 이미 독립적인 공동체로 활동하고 있었다. 암만 콘라트 게펜슈타이너의 치하에 가이스는 1377년에 슈바벤 도시 동맹(독일어: Schwäbischer Städtebund)에 합류했다. 1401년에 도시는 신의 가문 동맹과 동맹을 맺었다. 아펜첼 전쟁(1401~29)의 가장 중요한 전투 중 하나인 슈토스 고개 전투, 가이스의 영토에서 일어났다.

## 지리
가이스는 해발 약 900m의 아펜첼 또는 아펜첼러란트로 알려진 구릉 풀과 삼림 지대의 중앙에 위치해 있다. 지터강의 지류인 로트바흐강은 마을을 통해 북동쪽에서 남서쪽으로 흐른 다음 토이펜 AR 방향으로 북서쪽으로 흐른다.
가이스의 면적은 2006년 기준으로 21.21k㎡이다. 이 면적 중 49.1%는 농업용으로 사용되며, 44.3%는 산림이다. 나머지 토지 중 6.2%는 정착지(건물 또는 도로)이고 나머지(0.4%)는 비생산적(강, 빙하 또는 산)이다.
시정촌은 이전 미텔란트구에 있다. 가이스 마을과 여러 촌락과 개별 농가로 구성되어 있다.

## 인구통계
2008년 12월 기준, 가이스의 인구는 2,987명이다. 그중 외국인은 373명(2007년 351명)으로 전체 인구의 12.49%를 차지한다. 지난 10년 동안 인구는 연간 1.5%의 비율로 증가했다. 2000년 기준, 대부분의 인구는 독일어(93.7%)를 사용하며, 세르보-크로아티아어가 두 번째로 많이 사용(1.6%)되고, 이탈리아어가 세 번째(0.9%)로 사용된다.
2000년 기준으로 인구의 성별 분포는 남성 50.3%, 여성 49.7%였다. 2000년 현재 가이스의 연령 분포는 다음과 같다. 217명 또는 전체 인구의 7.8%가 0-6세이다. 410명 또는 14.8%는 6-15세이다. 152명 또는 5.5%는 16-19세이다. 성인 인구 중 112명 또는 전체 인구의 4.0%가 20세에서 24세 사이이다. 758명(27.4%)은 25~44세, 663명(23.9%)은 45~64세이다. 고령자 분포는 323명으로 전체 인구의 11.7%가 65~79세, 135명(4.9%)이 80세 이상이다.
2007년 연방 선거에서 FDP는 73.5%의 득표율을 얻었다.
전체 스위스 인구는 일반적으로 교육 수준이 높다. 가이스에서는 인구의 약 73.7%(25-64세 사이)가 필수가 아닌 고등 교육 또는 추가 고등 교육(대학 또는 응용학문대학)을 완료했다.
가이스의 실업률은 1.01%이다. 2005년 현재 1차 경제 부문에 130명이 고용되어 있고, 이 부문에 약 57개 기업이 참여하고 있다. 240명이 2차 부문에 고용되어 있고, 이 부문에 39개의 기업이 있다. 600명이 3차 부문에 고용되어 있으며, 이 부문에는 119개의 기업이 있다.
역사적 인구는 다음과 같다.
| 연도 | 인구  | ±%     |
| ---- | ----- | ------ |
| 1667 | 1,870 | —      |
| 1850 | 2,470 | +32.1% |
| 1900 | 2,854 | +15.5% |
| 1950 | 2,422 | −15.1% |
| 2000 | 2,770 | +14.4% |
| 2005 | 2,846 | +2.7%  |
| 2007 | 2,885 | +1.4%  |

## 볼거리

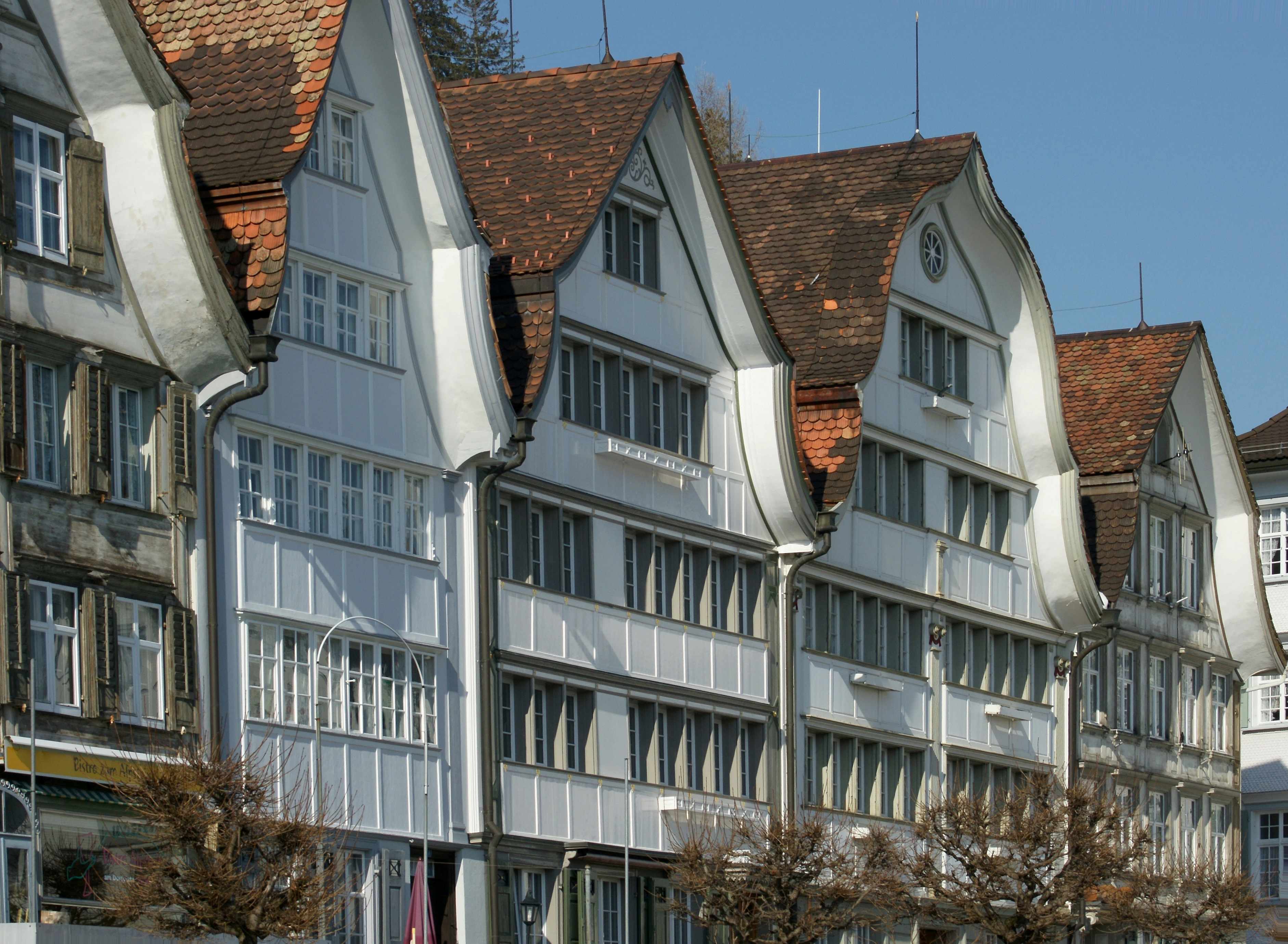
마을 광장(도르프플라츠)을 따라 구부러진 박공기를 보여주는 목조 주택

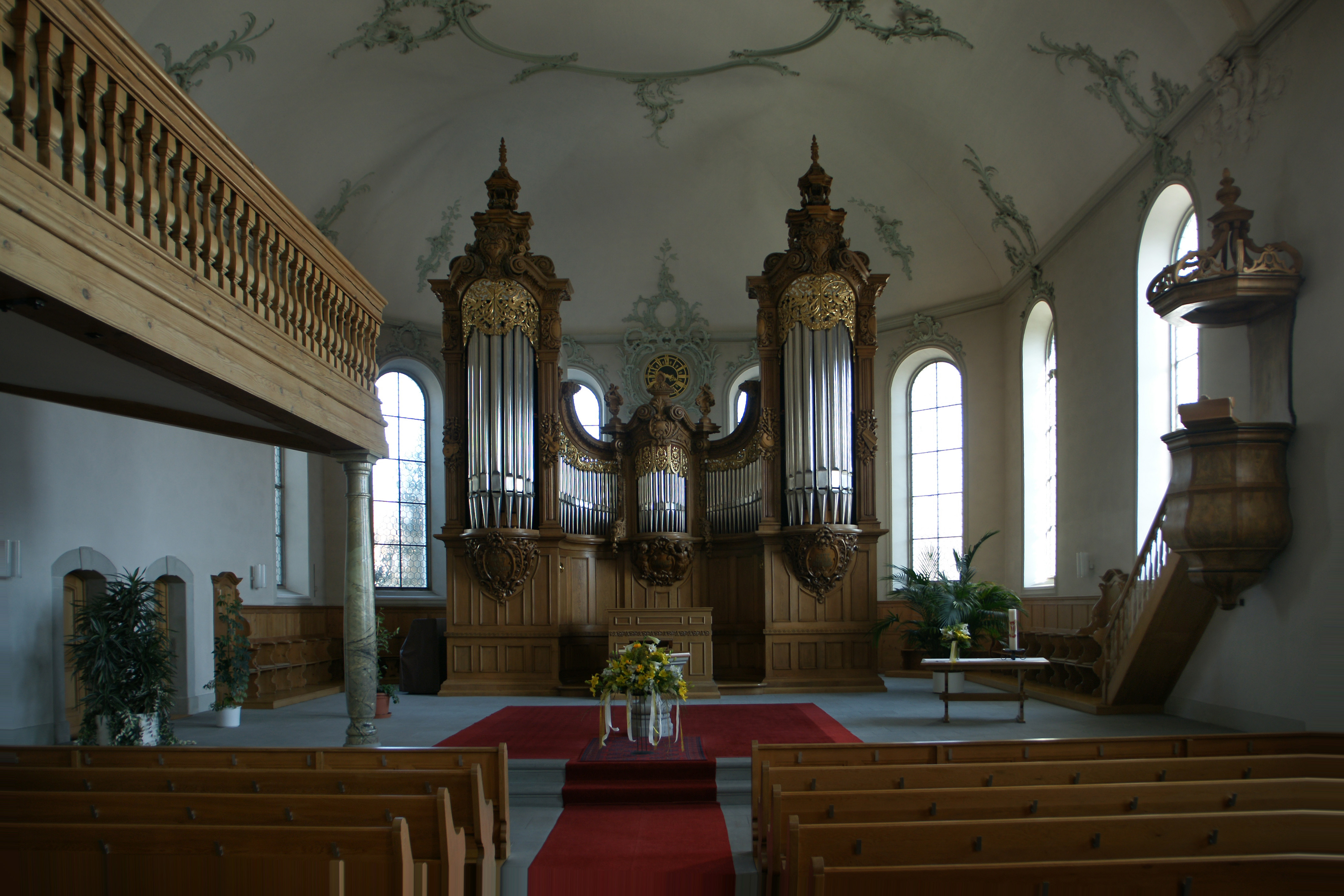
가이스의 개혁교회 내부

이 마을에는 마을 광장, 1782년 개신교 교회, 1796년 스파 호텔이었던 노이어 옥센, 1781년 크로네 여관 등 국가적으로 중요한 여러 스위스 문화 유산이 있다.
굽은 박공 이 있는 전통적인 목조 가옥이 늘어서 있는 오래된 마을은 1780년 화재로 재건되었으며, 그 이후로 거의 변하지 않은 채 남아 있다. 마을광장(독일어: Dorfplatz)과 베버가세에 있는 집들은 오래된 마을의 중심이다.
개신교 교회는 한스 울리히 할티너에 의해 1781-82년에 지어졌다. 내부는 로코코 스타일로 꾸며져 있다. 내부 작업은 안드레아스와 페터 안톤 모스브루커의 상점에서 1782년에 이루어졌다.